# حزب العمل الجمهوري (بيرو)
العمل الجمهوري (بالإسبانية: Accíon Republicana)‏ كان حزبا سياسيا في بيرو. تأسس في عام 1931 من قبل مانويل فيسينتي فيلاران.
أحيي الحزب في عام 2018 كمجموعة برلمانية محافظة بقيادة بيدرو أوليشيا. ولكن حل بعد حل الكونغرس البيروفي في 30 سبتمبر 2019 من قبل الرئيس مارتن فيزكارا.